# Santa Maria dels Turers
Santa Maria dels Turers és una església catòlica romana que es troba a Banyoles (Pla de l'Estany). Està dedicada a la Mare de Déu de l'Assumpció i és una de les esglésies parroquials de la localitat. Depèn del bisbat de Girona. Està protegida com a bé cultural d'interès local.
En la documentació antiga s'anomenava Santa Maria del Turario (que vol dir "turó")

## Història
Realitzada en diverses etapes, la primera referència documental a Santa Maria dels Turers data de l'any 1017. Hi ha restes arqueològiques de l'edifici romànic i també de la seva ara d'altar. Inicialment era una església que depenia del Monestir de Sant Esteve.
L'any 1269 el Bisbe de Girona, Pere de Castellnou autoritzava l'ampliació de l'església i a tal efecte el 1293 s'encarregava a un mestre d'obres anomenat Pere, de Torroella de Fluvià, la direcció dels treballs. La iniciativa corresponia al govern municipal, que prengué forma definitiva el 1302. Trenta anys més tard (1333) les obres ja eren pràcticament acabades. A partir d'aquestes dades es té notícia de que l'església parroquial era administrada per un patronat de la vila compost per tres Jurats i un capellà major.
La portalada que es troba al costat sud data de començaments del segle xiv i forma part de les obres iniciades el segle xiii per a l'edificació de la nova església gòtica.
Al segle xvi es va construir el cor alt, als peus de la nau. La clau de volta del sotacor mostra l'escut de Banyoles.
Al segle xvii s'hi va afegir una nau lateral al costat nord, dotada de diverses capelles.
El 1650 es va encarregar a l'escultor Rafael Carreras la realització del retaule major, barroc, que no es va daurar fins més d'un segle més tard. Aquest retaule ha desaparegut.
Al segle xix es va construir un cancell a la façana de ponent i una nau lateral adossada al costat sud. Aquestes obres van comportar el desplaçament de l'antiga portalada gòtica cap al sector de l'absis (1868).
Arran de la desamortització del monestir, l'any 1835, Santa Maria dels Turers va esdevenir l'església principal de la vila.
El 1910 va resultar molt afectada per un incendi. També va patir els efectes de la revolució i la guerra civil. Durant el període 1936-39 s'hi va instal·lar una cooperativa de fusters.
L'element més destacat aportat per la reconstrucció posterior a la guerra són els vitralls realitzats pel taller Antoni Oriach (1947-1962).
Entre els anys 2009-2011 es van dur a terme diversos treballs de rehabilitació sota la direcció de l'arquitecte Xavier Masgrau. destacant la construcció d'una nova capella lateral i una nova sagristia.

## Descripció

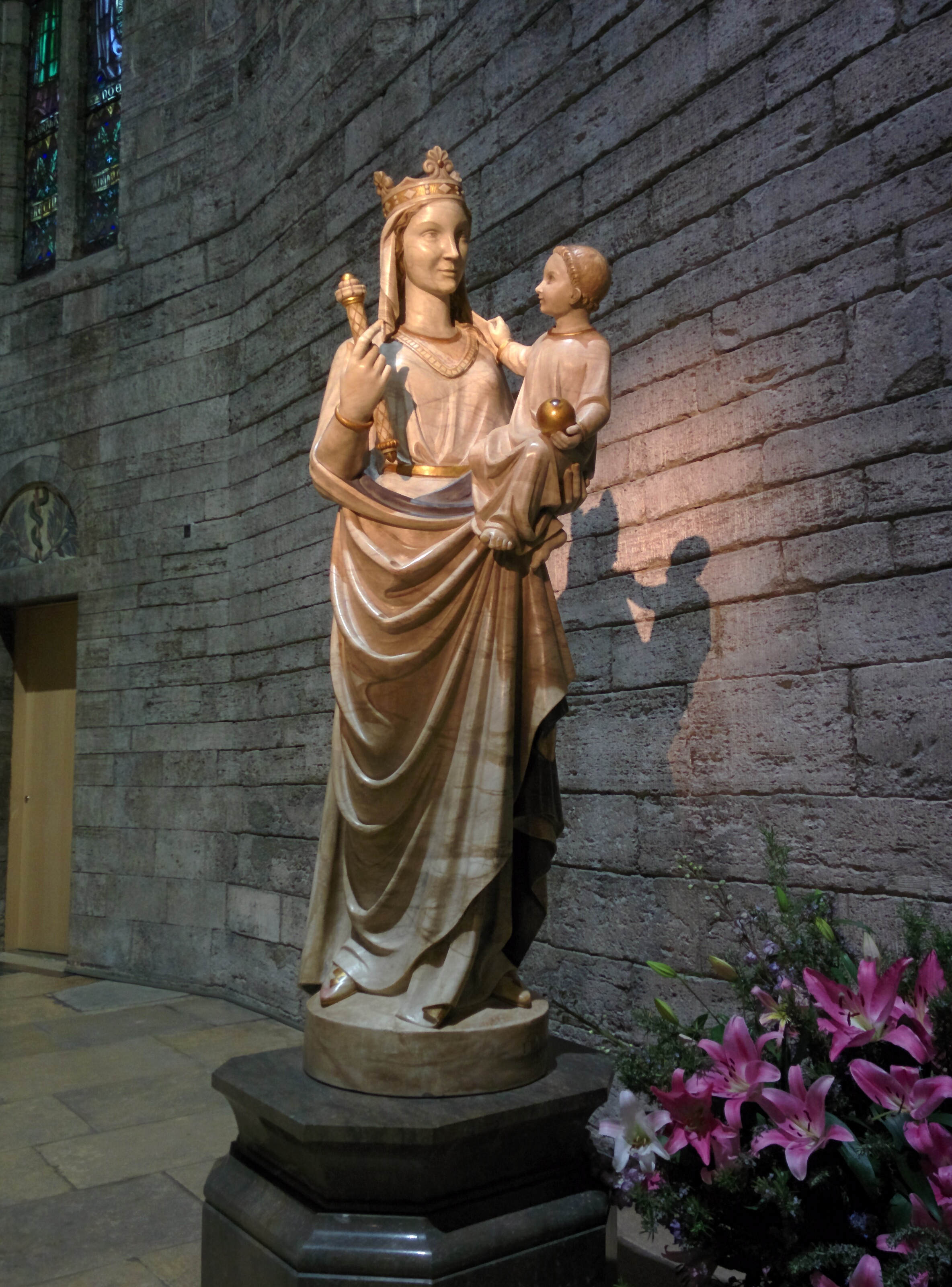
Imatge de Santa Maria

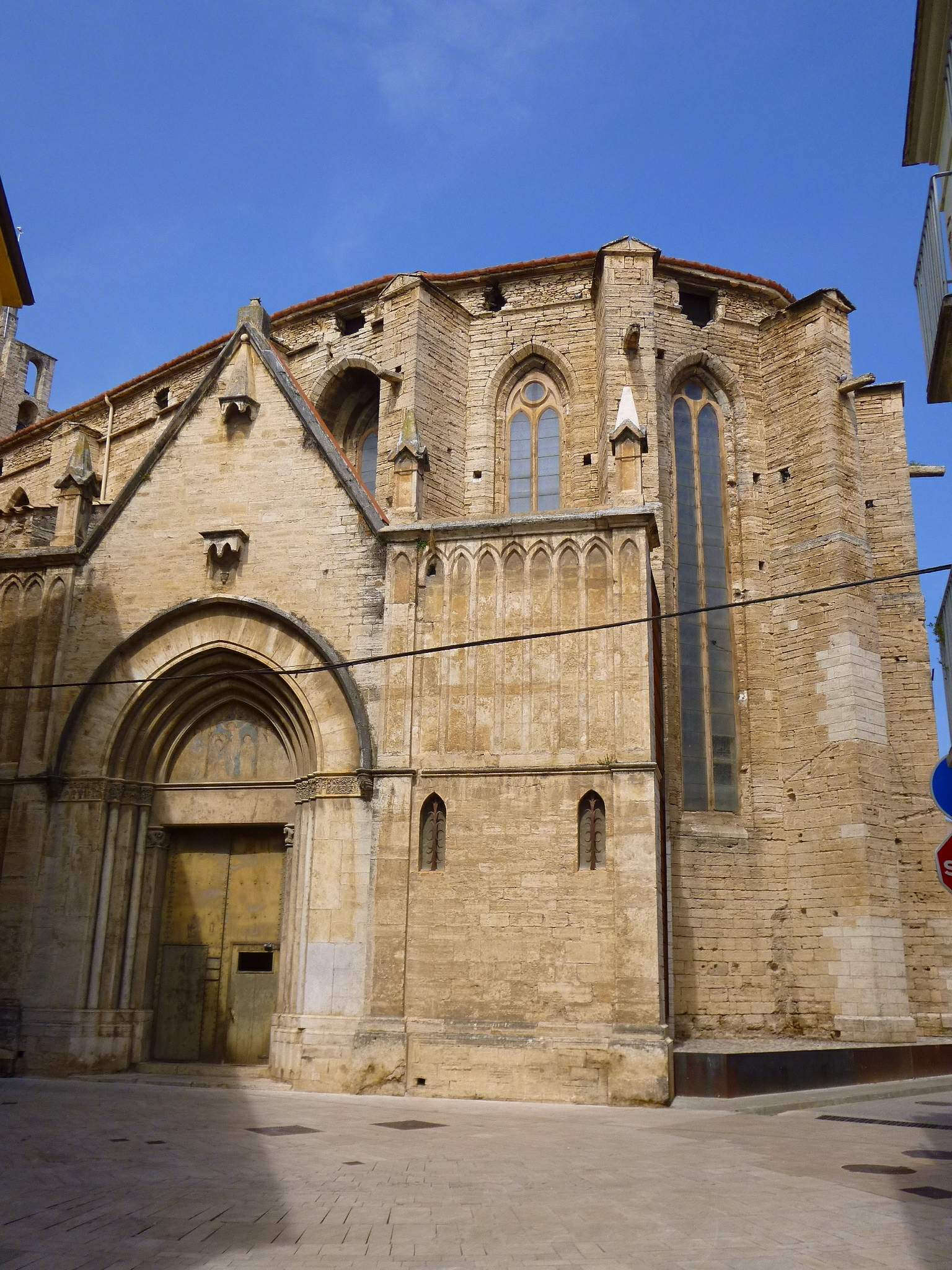
Portada gòtica i capçalera

Es tracta, bàsicament, d'una església gòtica de nau única coberta amb volta de creueria i amb la capçalera poligonal de set costats, a la qual es van afegir, en èpoques diverses, sengles naus i capelles laterals. La del costat nord al segle xvii i la del costat sud al segle xix. És un dels primers exemples acabats d'aquesta tipologia tan característica de l'arquitectura gòtica catalana.
Construïda amb pedra de Banyoles, constava originalment d'una sola nau de quatre trams (potser amb alguna capella lateral) coberts amb volta de creueria. Fa 11,3 metres d'amplada. La capçalera és de forma poligonal dotada de grans finestrals i contraforts a l'exterior.
Actualment l'església presenta una disposició de tres naus a causa dels afegits dels segles xvii i XIX que obeïren a les necessitats d'engrandiment de l'església.
El presbiteri està presidit per una imatge de la Mare de Déu d'alabastre blanc, obra de l'escultor banyolí Josep M. Bohigas Masoliver (1957) inspirada en les marededeus gòtiques. La clau de volta del presbiteri representa l'Agnus Dei.
La portada lateral sud de l'església, es tracta d'una porta practicada en esbocinat, coberta per una gran arcada de mig punt lleugerament apuntada, i adovellada. Cinc arcs apuntats i concèntrics emmarquen el timpà on s'hi troba una pintura que representa Crist crucificat al Calvari flanquejat per dues figures que es creu que representen Santa Cecília i Sant Bartomeu. Al costat d'aquestes figures apareixen, molt esborrats, dos personatges agenollats en actitud orant. L'estil d'aquestes pintures es relaciona amb el de les pintures de la capella de Santa Margarida de la Seu Vella de Lleida, adscrites a l'estil gòtic lineal i datables a la primera meitat del segle xiv.
A la façana de ponent hi sobresurten el campanar d'espadanya, l'òcul i el cancell afegit al segle xix (1849). Aquest queda adossat a la façana pels seus extrems laterals (esquerra i dreta), avança vers l'exterior en un pronunciat sobresortint, formant un gran vestíbul.
A l'Institut d'Art de Chicago es conserva un Crist crucificat medieval procedent d'aquesta església, on encara es trobava a començaments del segle xx.